# فلامبه

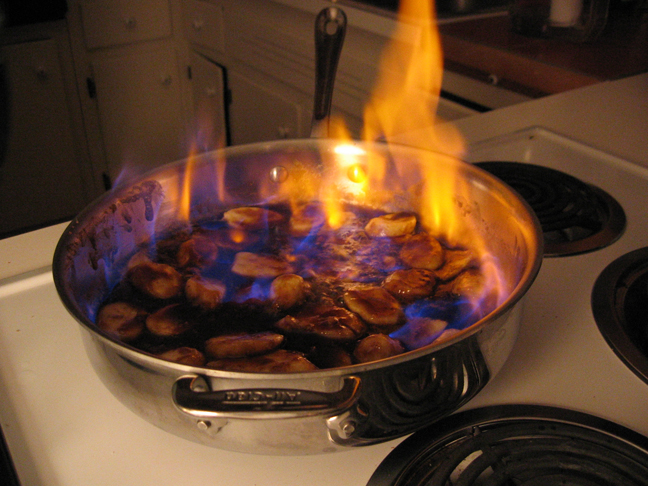
موز پرورده در فلامبه

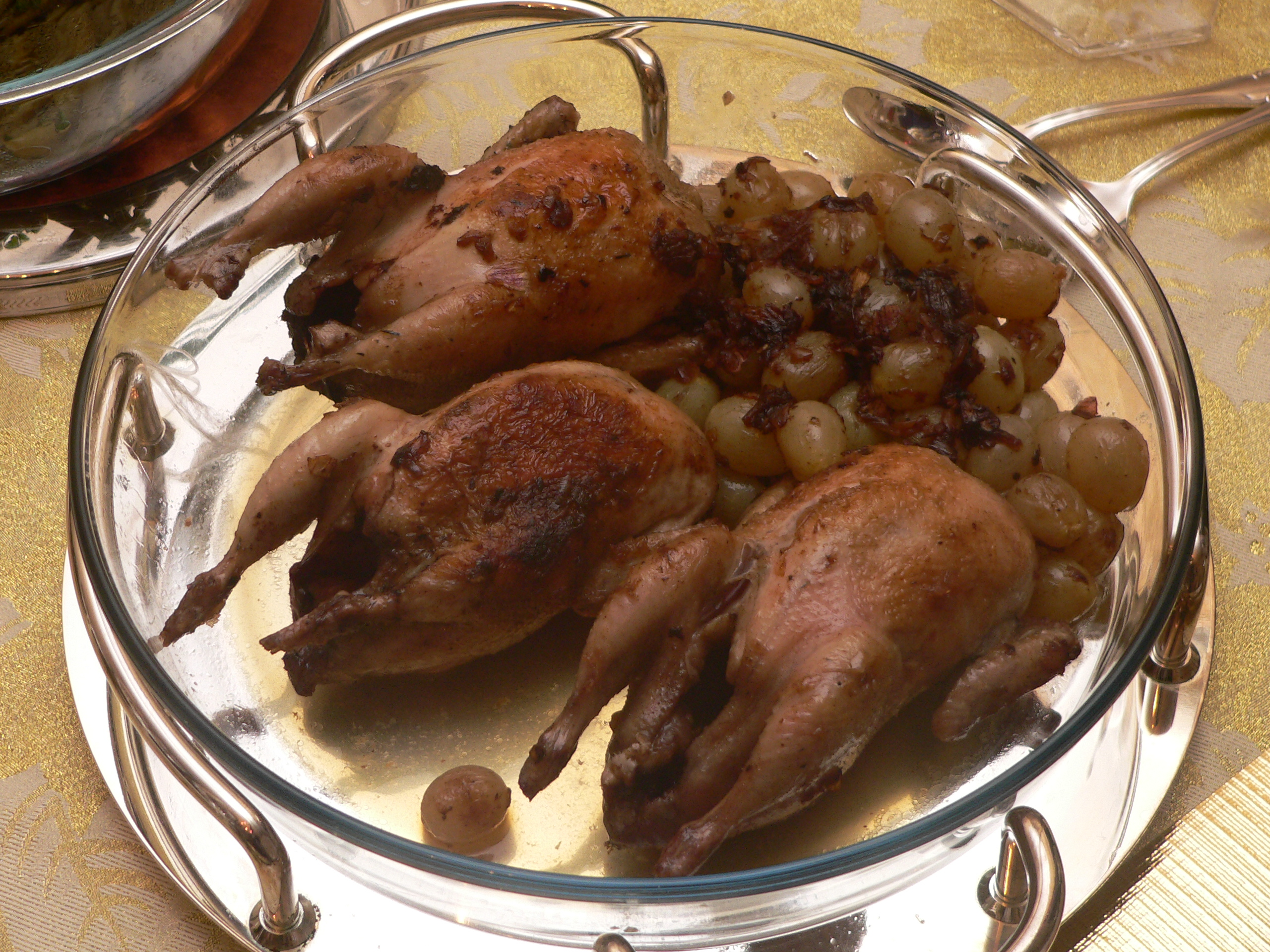
بلدرچین‌های کبابی که با کنیاک پخته شده‌اند

فلامبه روشی در آشپزی است که در آن الکل به ماهیتابه داغ افزوده می‌شود تا شعله‌ای ناگهانی و نمایشی ایجاد گردد. واژهٔ flambé در زبان فرانسوی به‌معنای «شعله‌ور» یا «آتش‌گرفته» است.
فلامبه کردن اغلب با سرو کنار میز غذاهایی همراه است که با لیکور آغشته شده و سپس شعله‌ور می‌شوند، مانند موز پرورده یا آلبالوی ژوبیلی؛ در این موارد، آتش گرفتن الکل باعث ایجاد شعله‌ای آبی‌رنگ می‌شود. با این حال، فلامبه کردن تنها به این نمایش‌های کنار میز محدود نمی‌شود و در تهیه غذاهایی مانند کوک او وَن (مرغ در شراب) یا انواع سس‌ها نیز به‌کار می‌رود، به‌ویژه هنگامی که از نوشیدنی‌های الکلی در مراحل پخت استفاده می‌شود.

## تاریخچه
فلامبه مدرن در قرن نوزدهم رواج یافت. برای نمونه، پودینگ کریسمس در رمان مشهور چارلز دیکنز، «سرود کریسمس» (۱۸۴۳) به‌صورت شعله‌ور سرو می‌شود: «پودینگ... در نیمی از یک چهارم برندی شعله‌ور، می‌سوخت». یکی از رایج‌ترین غذاهای فلامبه‌شده در آن دوران، املت شیرین با رام بود. کتاب آشپزی بازآفرین خوراک‌شناسانه نوشته الکسیس سوآر (۱۸۴۶) دستور تهیه اُملت با رام را چنین آورده: «در لحظه سرو، سه لیوان رام بریزید و آن را آتش بزنید».
در کتاب خانه‌داران کوچک شگفت‌انگیز (۱۸۸۰) اثر آیدا جاسلین، نیز به رام اشاره شده و در کتاب آشپزی انگلیسی خوراک‌های برگزیده با هزینه اندک (۱۸۸۲) نوشته آ.جی. پین نیز آمده: «یک املت شیرین درست کرده و یک قاشق رام را با نگه داشتن شعله‌ای در زیر قاشق، گرم کنید. به‌محض آتش گرفتن نوشیدنی، آن را اطراف املت بریزید و شعله‌ور سرو کنید».
مشهورترین غذای فلامبه‌شده، احتمالاً کِرِپ سوزِت است که طبق روایات، در سال ۱۸۹۵ به‌طور تصادفی ابداع شد.

## فرآیند

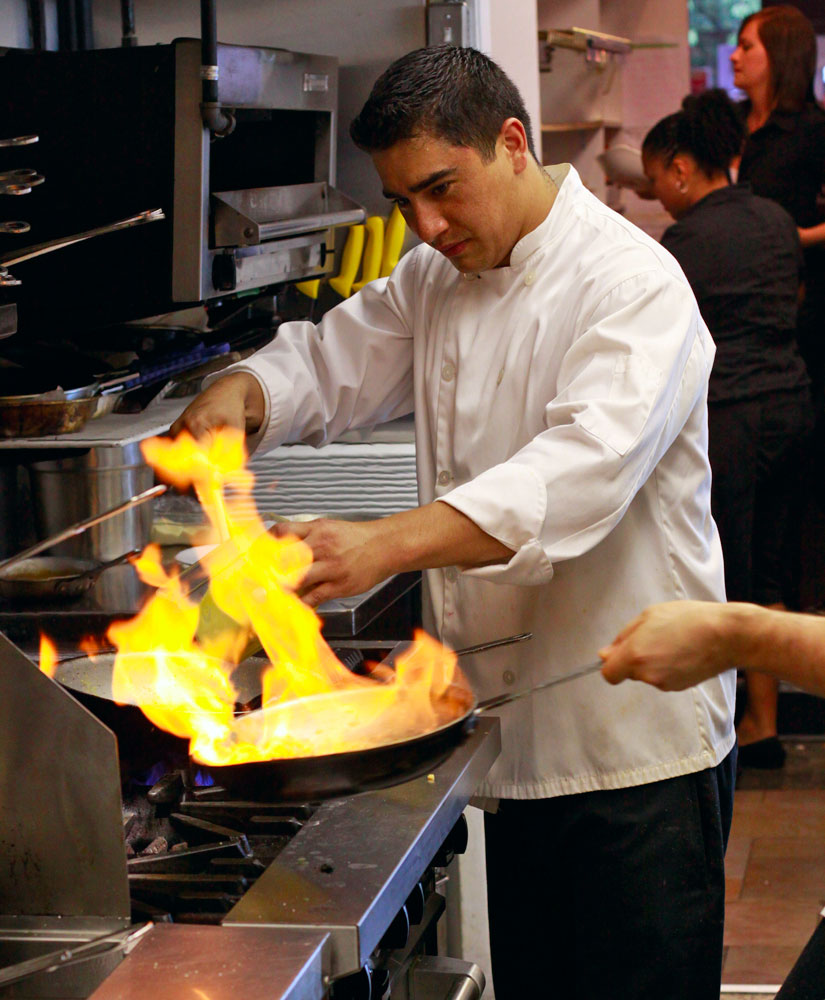
فلامبه کردن در ماهیتابه

برای فلامبه کردن، نوشیدنی‌هایی مانند کنیاک، رام یا دیگر لیکورهای طعم‌دار با درجه الکلی حدود ۴۰٪ (۸۰ درجه اثبات در ایالات متحده) مناسب‌اند. نوشیدنی‌هایی با درصد پایین‌تر مانند آبجو و شراب، قابلیت شعله‌ور شدن ندارند. از سوی دیگر، نوشیدنی‌هایی با الکل بالا مانند باکاردی ۱۵۱ یا اِورکلیر بسیار قابل اشتعال‌اند و اغلب توسط سرآشپزهای حرفه‌ای خطرناک تلقی می‌شوند.
گاهی برای افزودن جلوه بصری، پودر دارچین نیز افزوده می‌شود؛ چراکه هنگام ریختن روی شعله، آتش می‌گیرد. برای شعله‌ور کردن نوشیدنی، باید پیش از آن گرم شود، زیرا در دمای اتاق، فشار بخار الکل به حدی نیست که آتش بگیرد؛ اما با گرم کردن، بخار کافی آزاد شده و با تماس شعله، آتش می‌گیرد.

## اثرات بر طعم
فلامبه کردن تنها بخشی از الکل غذا را از بین می‌برد. در یک بررسی تجربی، حدود ۲۵٪ از الکل موجود تبخیر شد. همچنین، گرچه دمای شعله ممکن است بیش از ۵۰۰ درجه سلسیوس باشد، اما دمای سطح ماهیتابه از آستانه لازم برای واکنش میلارد یا کاراملی شدن کمتر است.
این‌که آیا فلامبه کردن واقعاً موجب تغییر در طعم غذا می‌شود یا نه، هنوز مشخص نیست. برخی معتقدند از آنجا که شعله بالای غذا قرار دارد و گازهای داغ به سمت بالا حرکت می‌کنند، این فرآیند نمی‌تواند تأثیر چشم‌گیری بر طعم بگذارد. در واقع، تحقیقات تجربی نشان داده‌اند که اکثر افراد تفاوتی میان غذای فلامبه‌شده و غذای معمولی تشخیص نمی‌دهند.
با این حال، در یک آزمون چشایی غیررسمی که توسط لس‌آنجلس تایمز انجام شد، دو نمونه از سیب کاراملی (یکی فلامبه‌شده و دیگری با حرارت ملایم پخته‌شده) مورد مقایسه قرار گرفت. یکی از داوران اظهار داشت: «آن‌که فلامبه شده برای بزرگ‌ترهاست، دیگری برای بچه‌ها.»

## ایمنی
برای ایمنی، توصیه می‌شود که الکل روی شعله اجاق افزوده نشود و برای آتش زدن ظرف از چوب کبریت بلند یا فندک مخصوص شومینه استفاده شود.

## غذاهای فلامبه شده

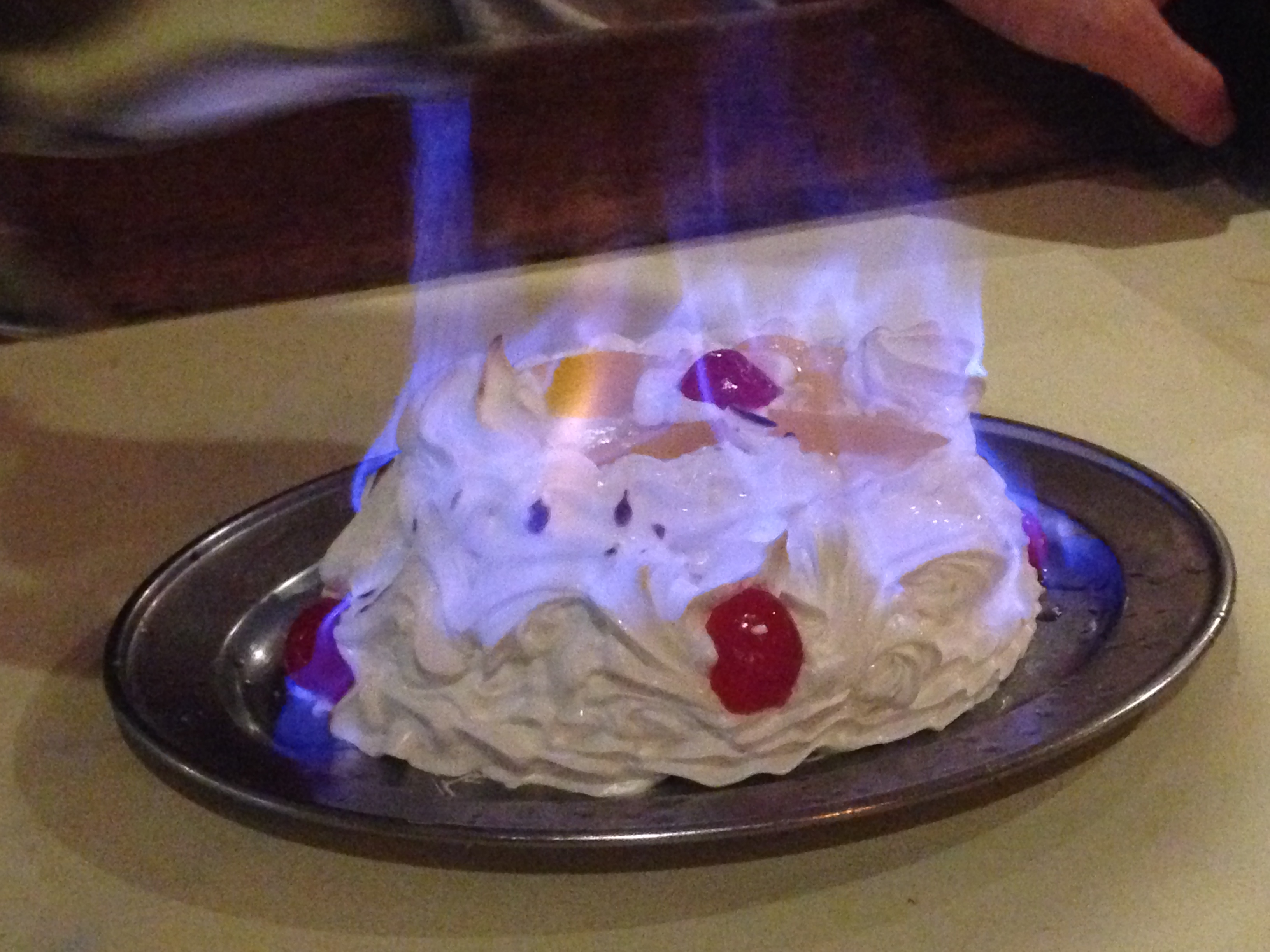
یک بیکد آلاسکا که در رستورانی در سنگاپور با الکل آتش زده شده است

از جمله غذاهای محبوب فلامبه می‌توان به موارد زیر اشاره کرد:
- موز پرورده
- بیکد آلاسکا
- پودینگ کریسمس
- کرپ سوزت
- گوندل پالاسینتا
- کایزرشمارن